# Niccolò Frangipane
Pour les articles homonymes, voir Frangipane (homonymie).
Niccolò Frangipane (actif 1565–1597) est un artiste peintre italien actif à la fin de la Renaissance.

## Biographie
Frangipane est né à Padoue. Il a peint des sujets sacrés et des scènes mythologiques, en particulier les légendes de Bacchus. Dans l'église San Bartolomeo de Padoue se trouve une représentation de Saint François d'Assise (1588) et une Assomption, dans l'église des Conventuali, à Rimini,.

## Œuvres
- Cristo portacroce, 1572, Civici musei e gallerie di storia e arte, Udine
- Martirio di s. Stefano, Palazzo Mosca, Pesaro
- La Madonna in gloria con san Martino e san Giovanni Battista, Chiesa del Suffragio, Rimini
- Deposizione, 1593, Sagrestia della Basilique Santa Maria Gloriosa dei Frari, Venise
- Autunno (Il fauno e il contadino), 1597, Civici musei e gallerie di storia e arte, Udine
- Bacco, buffone e ragazza, Fondazione Querini Stampalia, Venise
- Cristo penitente, Carmen Thyssen Museum, Malaga[3].

La Sainte Famille avec le petit saint Jean, 1585.
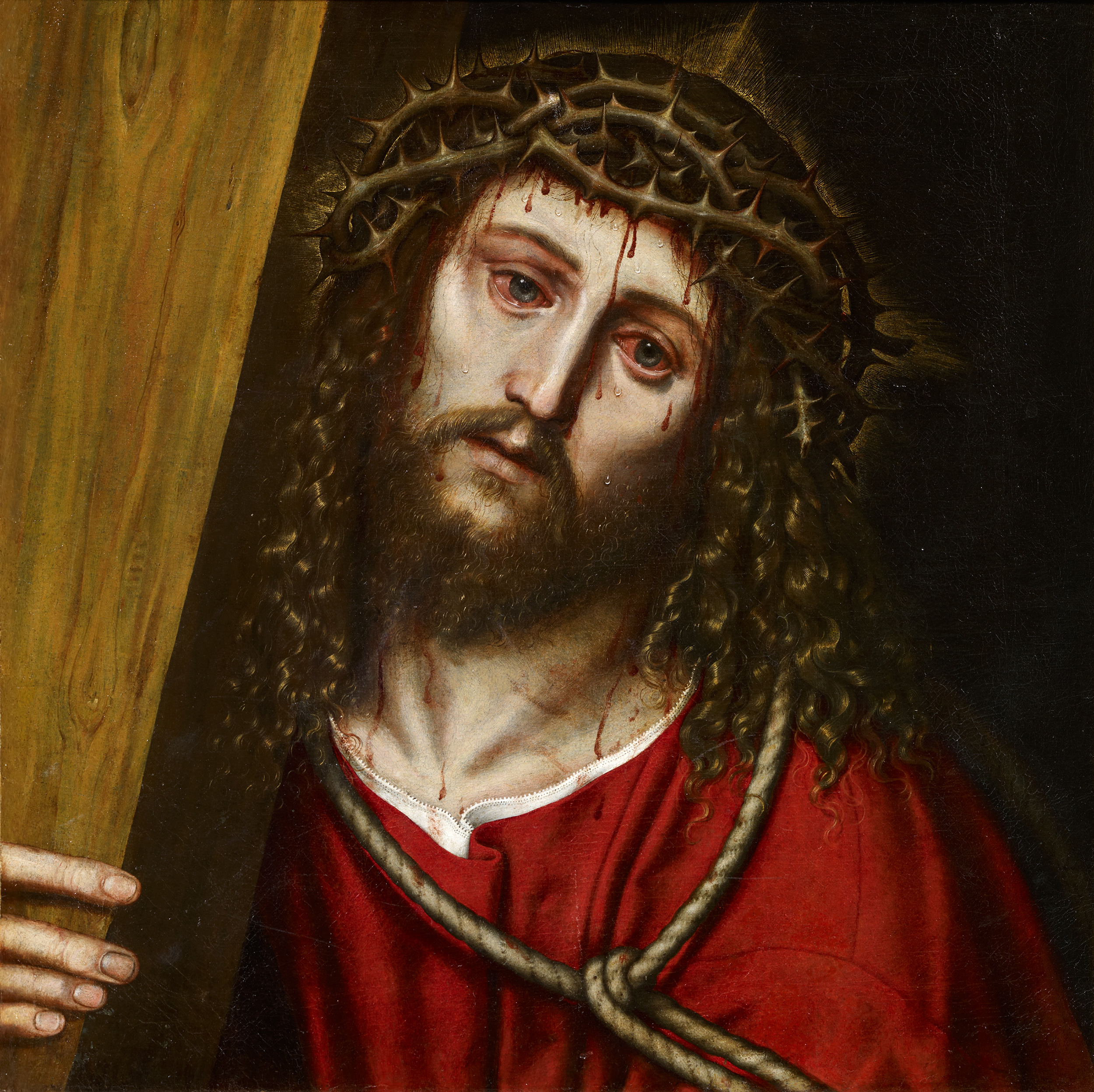
Le Christ portant la Croix, 1574, maintenant au Carmen Thyssen Museum de Málaga.
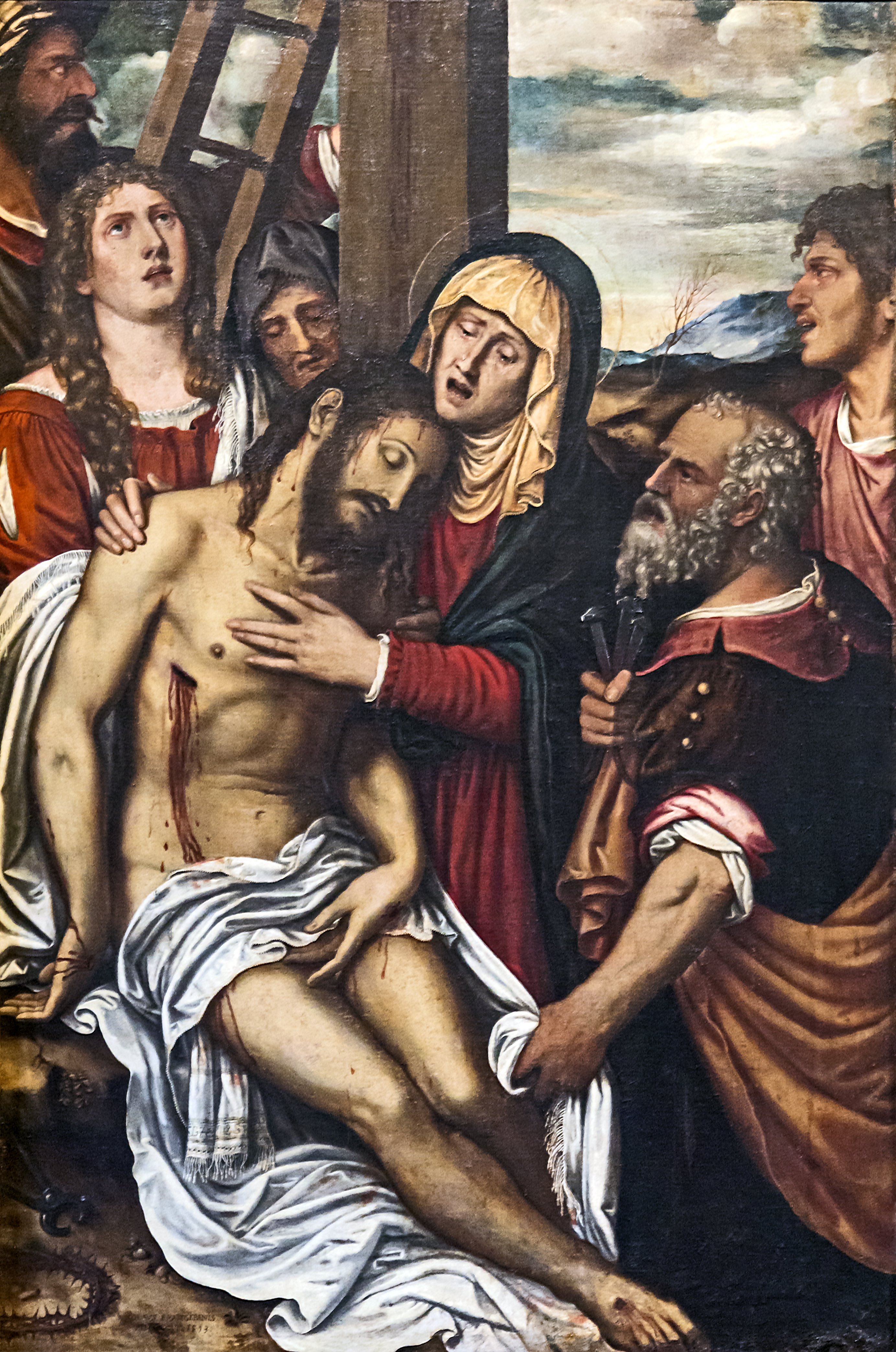
Déposition de la Croix, 1593,  Santa Maria Gloriosa dei Frari, Venise.
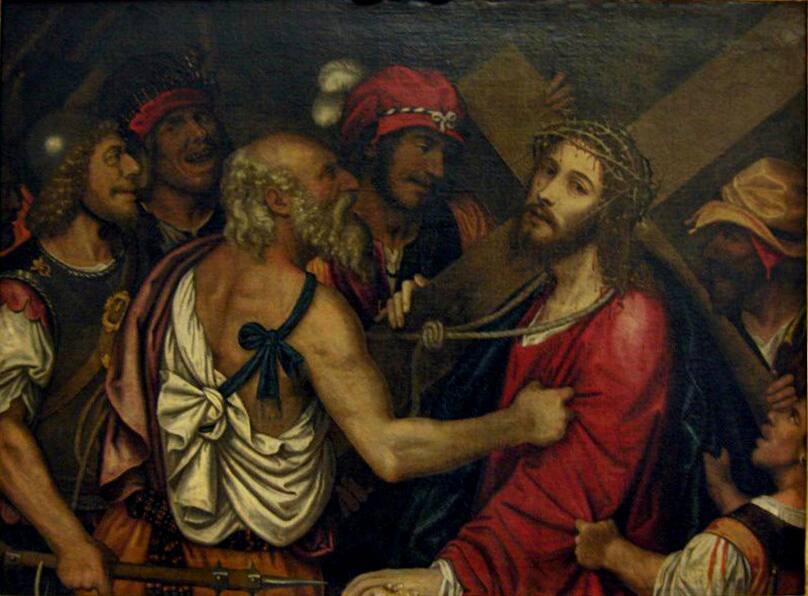
Le Chemin du Calvaire, Musée de la ville de Rimini.